# A-331
La A-331 es una carretera autonómica que une las ciudades de Lucena e Iznájar, pasando por Rute. Las tres se encuentran en la provincia de Córdoba (España), concretamente forman parte de la Mancomunidad de la Subbética. En su parte oeste se encuentra el Embalse de Iznájar. La A-331 termina (justo en las afueras de Iznájar) en la A-333, y es esta última la que pasa por Iznájar.